# Captain Oi! Records
Captain Oi! Records és un segell discogràfic anglès de música punk rock i oi!. Al llarg dels anys ha publicat més de 300 àlbums de grups de finals de la dècada del 1970 i principis de la del 1980. La discogràfica va ser creada per Mark Brennan, l'exbaixista de The Business que abans havia codirigit Link Records i Castle Records. Brennan pretenia que Captain Oi! Records fos «l'Ace Records del punk rock retro», reeditant material de grups de punk clàssic.
A través del subsegell Captain Mod també ha reeditat àlbums d'artistes de mod revival i two-tone com The Selecter, Secret Affair i The Chords.